# Trochopaludina
Trochopaludina is een geslacht van weekdieren uit de klasse van de Gastropoda (slakken).

## Soort
- Trochopaludina kimmeriana Datsenko in Gozhik & Datsenko, 2007 †